# 榮花物語

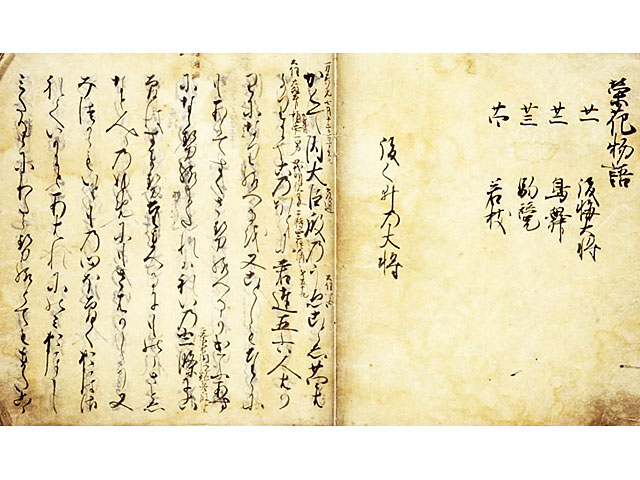
镰仓时代前期（13世纪）最早的写本版《荣花物语》（梅泽本），为日本国宝，藏九州国立博物馆

《荣花物语》中的插图

榮花物語（／ Eigamonogatari），又稱榮華物語，为平安時代的編年體歷史故事。內容以故事之行式，描寫藤原道長的生活，暗諷日本平安時代貴族的奢華。
全书以假名写成，作者不详，一说正篇三十卷为赤染衛門所作，续篇十卷为出羽辨、周防內侍等人所作，但亦有反对此种说法的学者。